# 加拿大宪法

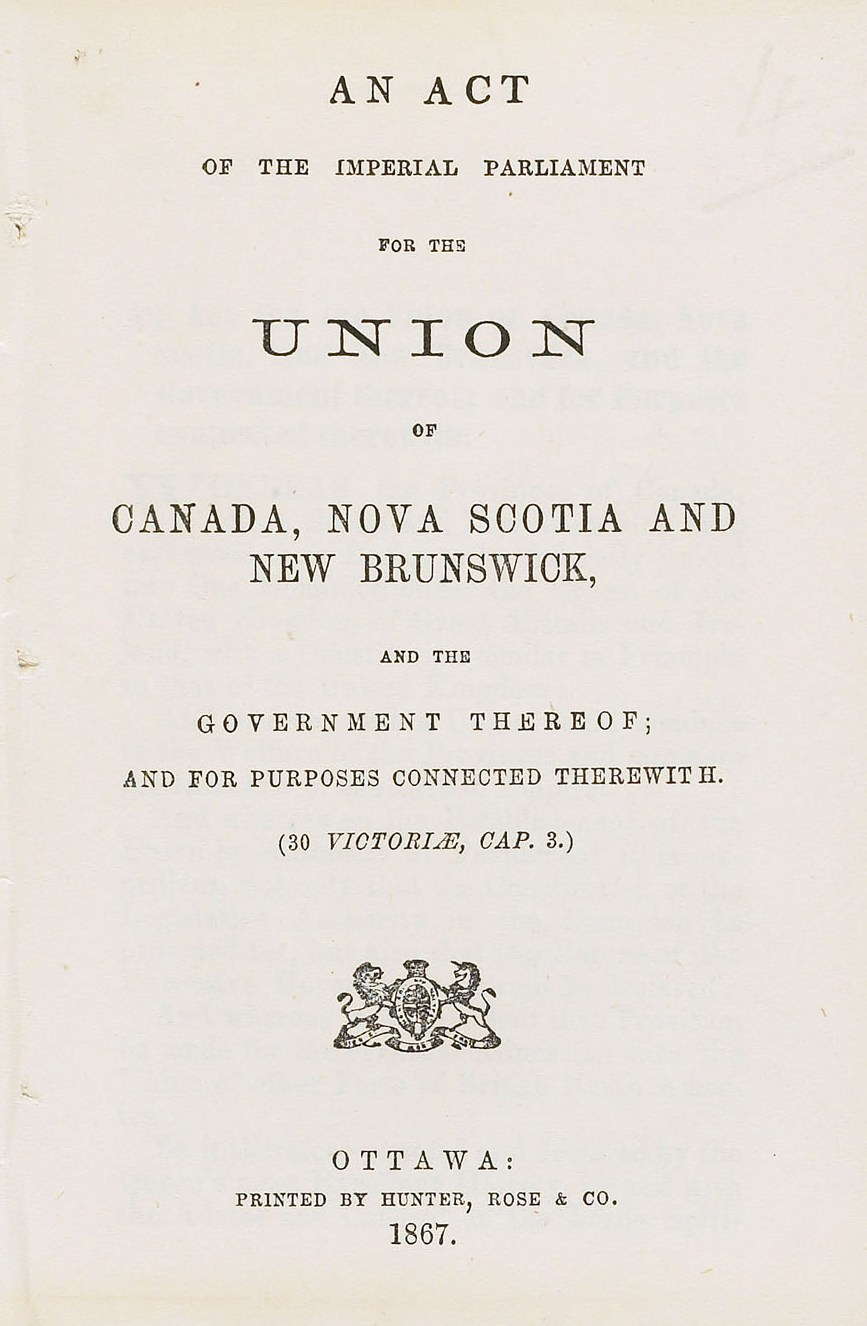
1867年憲法原稿

加拿大宪法(英語：Constitution of Canada)由成文法、不成文惯例、习惯法组成。宪法规定了政府组成、公民权利等。加拿大宪法的组成现由《1982年宪法法令》第52(2)條定义，包括英國國會通過的《1982年加拿大法令》。加拿大宪法受英国、美国影响较大，采用美国的联邦制与英国的议会民主制。加拿大保障省的地方自治權力，相當於美國保障州的權利。至今该宪法尚未在魁北克省省议会获得通过。

## 1867年宪法法令
《1867年宪法法令》，原称《1867年英属北美法令》。它规定了加拿大政府体系，混合了英国的西敏制度以及美国的联邦制。儘管如此，當時加拿大仍然被視作是英國殖民地，並不被視為獨立國家，直至《1931年西敏法令》。

## 1982年宪法法令
《1982年宪法法令》由加拿大女王伊利沙伯二世於1982年4月17日正式簽署生效，新憲法正式確立加拿大作為主權獨立國家的地位，並正式在法律上脫離與英國的聯繫。加拿大當時十省的省長除了魁北克省外，皆簽署承認新憲法。